# Psoríase
A psoríase é uma doença autoimune de longa duração caracterizada por manchas na pele. Estas manchas são geralmente avermelhadas, pruriginosas e escamosas. A gravidade é variável, desde manchas pequenas e localizadas até ao revestimento total do corpo. Algumas lesões na pele podem espoletar alterações psoriáticas nesse local, processo que se denomina fenómeno de Koebner.
Existem cinco tipos principais de psoríase: em placas, gutata, inversa, pustulosa e eritrodérmica. A psoríase em placas, ou psoríase vulgar, corresponde a 90% dos casos. Manifesta-se geralmente através de manchas avermelhadas com escamas na superfície. As regiões do corpo mais frequentemente afetadas são as costas, os antebraços, tíbias, à volta do umbigo e o couro cabeludo. A psoríase gutata apresenta lesões em forma de gota. A psoríase pustulosa apresenta pequenas bolhas de pus não infeciosas. Na psoríase inversa formam-se manchas avermelhadas nas pregas da pele. A psoríase eritrodérmica ocorre quando o eritema se alastra pelo corpo e pode-se desenvolver a partir de qualquer um dos outros tipos. Na maior parte dos casos, a partir de determinado momento a doença afeta também as unhas das mãos e dos pés, incluindo corrosão da unha e alterações na cor.
A psoríase não é contagiosa. O mecanismo subjacente envolve a reação exagerada do sistema imunitário às células da pele (queratinócitos). Pensa-se que a psoríase seja uma doença genética desencadeada por fatores ambientais. Os gémeos verdadeiros são três vezes mais suscetíveis de serem ambos afetados, quando comparados com gémeos falsos, o que sugere que os fatores genéticos predispõem a pessoa para a psoríase. Os sintomas geralmente agravam-se durante o inverno e com determinados medicamentos, como betabloqueadores ou anti-inflamatórios não esteroides. As infeções e o stress psicológico podem também ter um papel. O diagnóstico geralmente baseia-se nos sinais e sintomas.
Não existe cura para a psoríase. No entanto, existem vários tratamentos que podem controlar os sintomas. Estes tratamentos podem incluir pomadas corticosteroides, pomadas de vitamina D3, luz ultravioleta e medicamentos imunossupressores como o metotrexato. Cerca de 75% dos casos podem ser controlados apenas com o uso de pomadas. A doença afeta entre 2 e 4% da população. Homens e mulheres são afetados com igual frequência. A doença pode ter início em qualquer idade. A psoríase está associada a um maior risco de desenvolver artrite psoriática, linfomas, doenças cardiovasculares, doença de Crohn e depressão. A artrite psoriática afeta 30% das pessoas com psoríase.

## Classificação

### CID 10
A classificação internacional de doenças classifica a psoríase em:
- CID 10 - L40.0  Psoríase vulgar
- CID 10 - L40.1  Psoríase pustulosa generalizada
- CID 10 - L40.2  Acrodermatite contínua
- CID 10 - L40.3  Pustulose palmar e plantar
- CID 10 - L40.4  Psoríase gutata
- CID 10 - L40.5  Artropatia psoriásica
- CID 10 - L40.8  Outras formas de psoríase
- CID 10 - L40.9  Psoríase não especificada

### Por tipo de manifestação

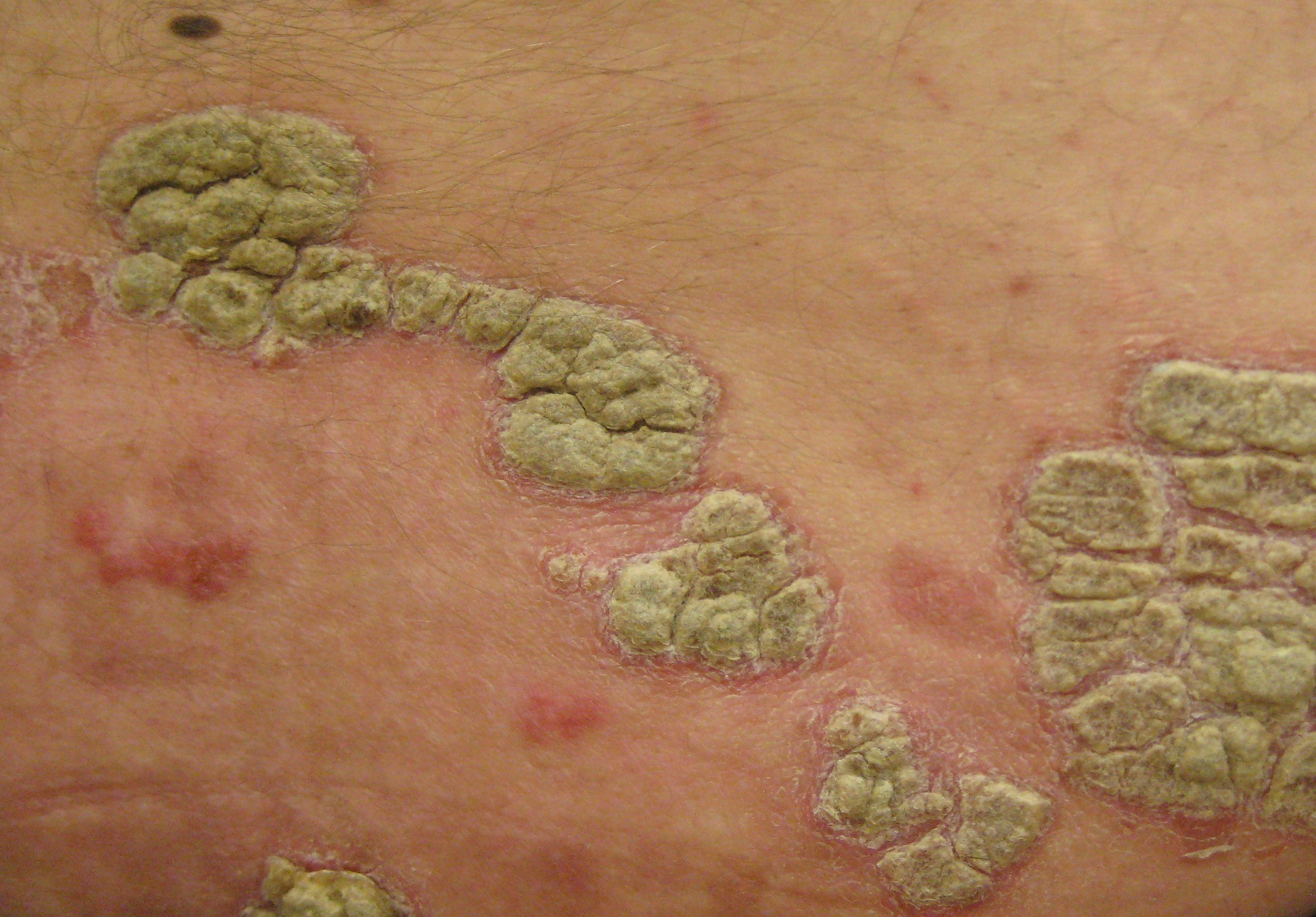
Placas de psoríase em placas, ou vulgar

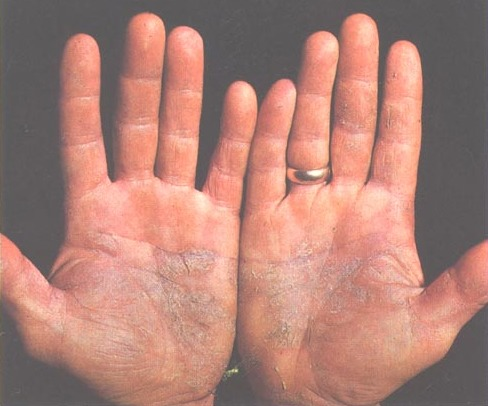
Psoríase palmar

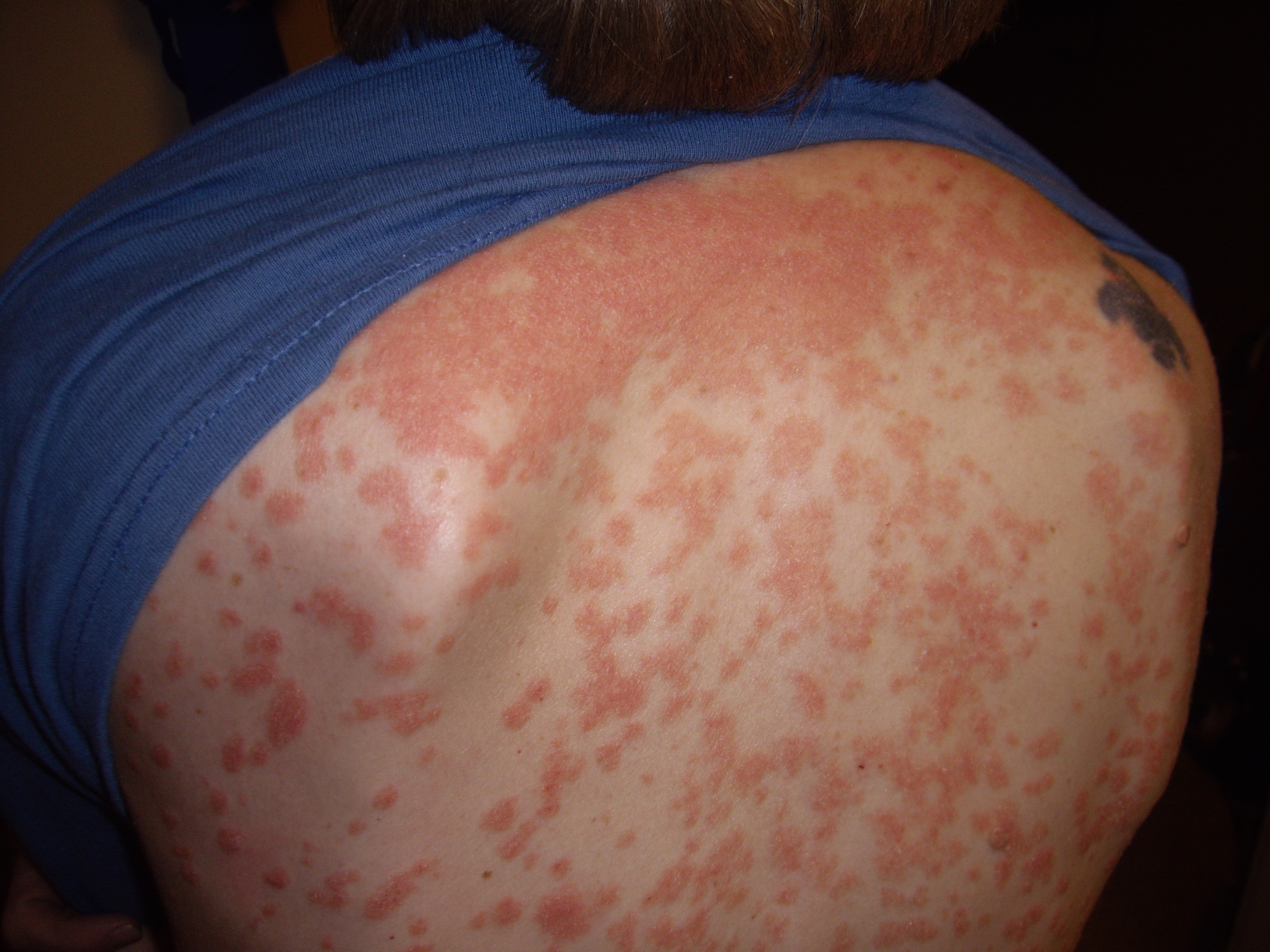
Psoríase gutata (em gotas)

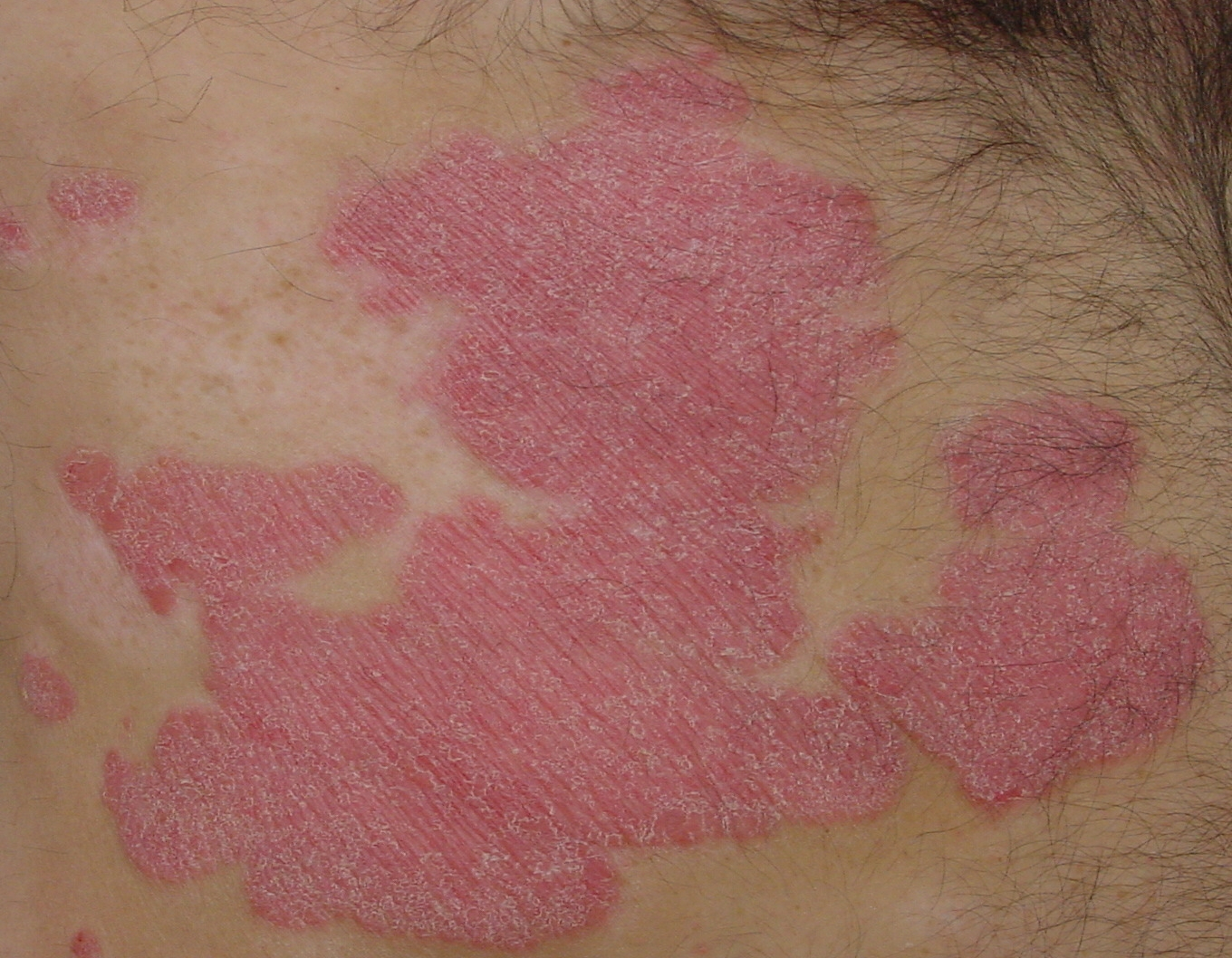
Placa de psoríase eritrodérmica

A psoríase pode se manifestar de diversas formas:

- Psoríase vulgar(L40.0): é a manifestação mais comum representando em torno de 80 a 90% dos casos. Lesões de tamanhos variados, delimitadas e avermelhadas, com escamas secas, aderentes, prateadas ou acinzentadas que surgem no couro cabeludo, joelhos e cotovelos;

- Psoríase palmar e plantar (L40.3): As lesões aparecem como fissuras nas palmas das mãos e nas "plantas" (solas) dos pés.

- Psoríase gutata ou em gotas (L40.4): é caracterizado por numerosos pequenos pontos redondos parecidos com gotas (diagnóstico diferencial pitiríase rosea-lesão forma-oval). Estas numerosas "gotas" de psoríase aparecem em grandes áreas do corpo, tais como o tronco, membros e couro cabeludo. A psoríase gutata pode estar associada à infecção estreptocócica da garganta.

- Psoríase pustulosa (L40.1-3, L40.82) Aparece como lesões não-infecciosas com pus (pústulas). A pele debaixo e em torno das pústulas fica vermelha e macia. Psoríase pustulosa pode ser localizada, geralmente para as mãos e pés (pustulose palmoplantar), ou generalizada com manchas espalhadas por qualquer partes do corpo.

- Psoríase flexural ou psoríase inversa (L40.83-4) aparece como manchas lisas inflamadas de pele. Ela ocorre em dobras da pele, especialmente em torno dos genitais (entre a coxa e  a virilha), nas axilas, entre os "pneuzinhos" (excesso de gordura abdominal), e embaixo das mamas (pregas inframamárias). É agravado pelo atrito e suor, e é vulnerável a infecções fúngicas.

- Psoríase artropática (L40.5) envolve a inflamação do tecido articular e conjuntivo. Artrite psoriática pode afetar qualquer articulação, mas é mais comum nas articulações dos dedos das mãos e dos pés. Isso pode resultar em um inchaço em forma de salsicha dos dedos das mãos e dos pés conhecida como dactilite. Artrite psoriática também pode afetar os quadris, joelhos e coluna (espondilite). Cerca de 5 a 40% das pessoas que têm psoríase sofrem sério comprometimento articular. Surge de repente com dor nas pontas dos dedos das mãos e dos pés ou nas grandes articulações como a do joelho.

- Psoríase eritrodérmica (L40.85) envolve a inflamação generalizada e esfoliação da pele sobre a maior parte da superfície do corpo. Pode ser acompanhada de coceira, inchaço e dor. Muitas vezes, é o resultado de uma exacerbação da psoríase em placas instáveis, especialmente após a retirada abrupta do tratamento sistêmico. Esta forma de psoríase pode ser fatal, como a inflamação extrema e esfoliação interromper a habilidade do corpo para regular a temperatura e para a pele para realizar funções de barreira.

- Psoríase ungueal (L40.86): Ocorre em cerca de 70-80% dos pacientes e produz uma variedade de mudanças na aparência de unhas e pés. Estas alterações incluem descoloração (amarelamento), linhas cruzando as unhas e espessamento da pele abaixo da unha que leva a quebra e afrouxamento (onicólise) das unhas.

Existem ainda outras formas mais raras de psoríase como na córnea, orelha ou nariz. É comum múltiplas formas de manifestações simultâneas no mesmo paciente.

### Gravidade
Psoríase pode ser classificada como leve (menos de 3% do corpo), moderada (3 a 10% do corpo) ou severa (mais de 10% do corpo).
A escala PASI (Índice de gravidade de psoríase por área) é muito usada e avalia além da área comprometida, a presença de eritema, infiltração e descamação.
Nos últimos anos, leva-se em consideração o índice de qualidade de vida na dermatologia, DLQI, pois poucas lesões podem afetar muito as atividades laborais e de lazer, exigindo um tratamento mais eficaz, provavelmente com medicamentos sistêmicos. Assim o PASI maior que 10 e DLQI maior que 10 pontos, representa uma psoríase grave.

## Sinais e sintomas

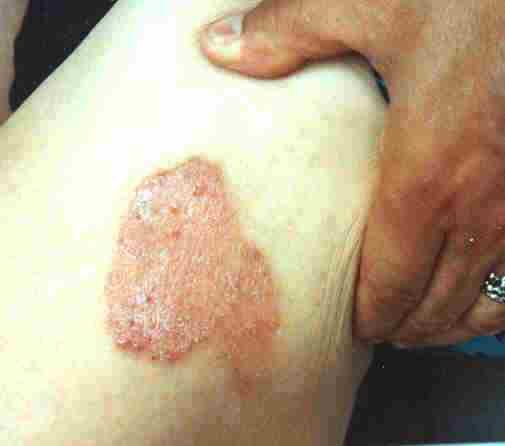
Na maioria dos casos, apenas a pele é acometida, não sendo observado qualquer comprometimento de outros órgãos ou sistemas. Em aproximadamente 30% casos há artrite associada.

Como é uma doença que afecta a pele, órgão externo e visível, esta doença tem efeitos psicológicos não negligenciáveis. Com efeito, como a forma como cada indivíduo se vê está relacionada com a valorização pessoal numa sociedade que é, muitas vezes, mais sensível à aparência exterior que a outras características da personalidade, o melhor cuidado a ter com uma pessoa afectada por esta doença é dar-lhe apoio psicológico (ternura, carinho, afeto, atenção...).
Mais de 70% dos pacientes apresentam prurido moderado ou intenso. Comprometimento articular atinge cerca de 25% dos casos. O abscesso de Munro pode ser visto em 60% dos exames histopatológicos. Mais de 70% relatam dores nas articulações e 30% desenvolvem artrites.
Manifesta-se com a inflamação nas células da pele (queratinócitos) provocando o aumento exagerado de sua produção, que vai se acumulando na superfície formando placas avermelhadas de escamação esbranquiçadas ou prateadas. Isso em meio a um processo inflamatório e imunológico local. O sistema de defesa local, formado pelo linfócitos T, é ativado como se a região cutânea tivesse sido agredida. Em consequência, liberam substâncias mediadoras da inflamação, chamadas citocinas que aceleram o ritmo de proliferação das células da pele.
Os lugares de predileção da psoríase são os joelhos e cotovelos, couro cabeludo e região lombossacra - todos locais frequentes de traumas (fenômeno de Koebner).

## Causas

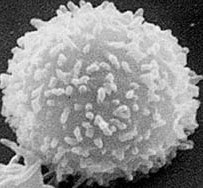
a psoríase seja uma enfermidade imunomediada e imunoestimulada por citocinas do espectro Th1
e Th17.

Está relacionada a um excesso de linfócito T, uma célula de defesa do organismo, sendo portanto uma doença autoimune. Se um dos pais possui psoríase, os filhos possuem cerca de 15-30% de desenvolver também. Os genes envolvidos são chamados de PSORS e numerados de 1 a 9, sendo o PSORS1 responsável por 35-50% dos casos genéticos. Também é fortemente correlacionada com um histórico familiar de diabetes (20-30%), depressão maior (10-30%) e hipertensão (20-40%).
Fatores psicoemocionais, especialmente estresse e depressão, estão associados com o aparecimento (cerca de 82% dos casos) e agravamento dos sintomas. De forma semelhante o clima frio e seco também agravam os sintomas e favorecem seu aparecimento precoce. Não é contagioso. O fenômeno de Koebner é relatado em 30% dos aparecimentos e faringite em 10%. Outro fator comum é a doença de Crohn, uma doença crônica inflamatória intestinal.
A evidência do fator genético é que, quando um gêmeo idêntico possui psoríase, o outro possui 70% de probabilidade também desenvolver, sendo a correlação de 30% para gêmeo não-idêntico.
O uso de medicamento corticoide (também conhecido como cortisona)injetável ou oral pode levar ao agravamento da psoríase, podendo chegar a 100% do corpo, chamada psoríase eritrodérmica. Corticoides nas formas de creme, pomada e champô devem ser utilizados somente durante poucas semanas e em pequenas áreas do corpo, evitando os efeitos adversos sistêmicos e local na pele.

## Diagnóstico
O diagnóstico é predominantemente clínico, mediante observação das manchas na pele. Muitas vezes a artrite psoriática (ou artrite psoriásica) é confundida com a gota, em função de existirem sintomas semelhantes, como articulações inflamadas e extremamente doloridas. Para que se faça um diagnóstico preciso é necessário procurar um bom reumatologista que faça um estudo do histórico de doenças que o indivíduo já teve, além de seus familiares, por ser uma doença hereditária. Às vezes é necessário fazer-se uma artroscopia. Pode-se tratar durante anos equivocadamente os sintomas da psoríase como se fossem manifestações de outras doenças. Por exemplo: dores lombares e rigidez matinal podem ser confundidas com problemas na coluna vertebral; deformações nas unhas podem ser confundidas com ataques de fungos; feridas e escamações no couro cabeludo, atrás das orelhas e nas sobrancelhas podem ser confundidas com dermatite seborreica.

## Prevenção

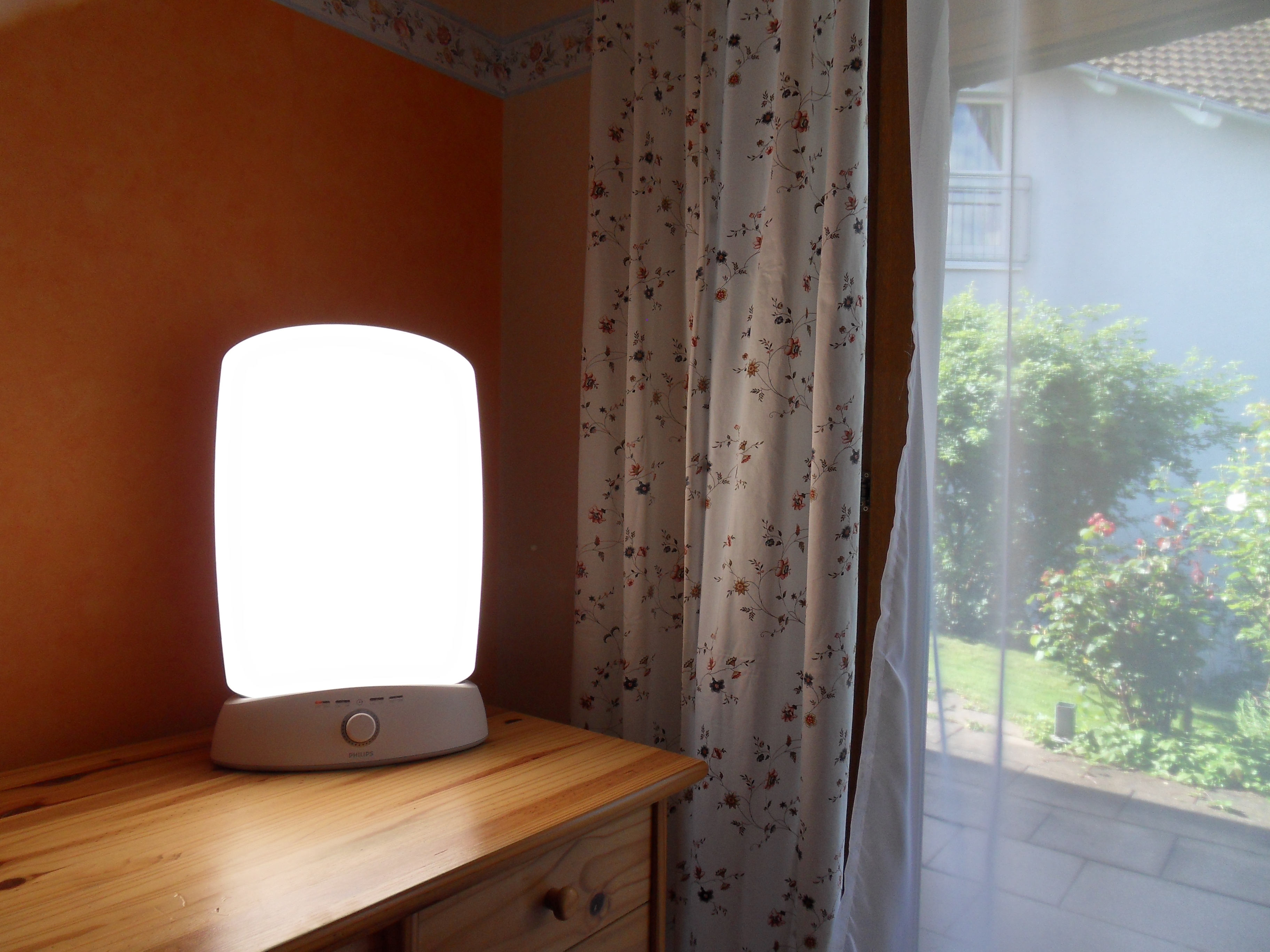
Fototerapia com ultravioleta pode ser útil para reduzir as lesões

Embora seja uma doença que não tem cura, existem medidas que podem evitar as recaídas:
- Banho diário com água morna e sabonetes suaves: Deve-se evitar o uso de água muito quente e sabonetes agressivos, pois podem ressecar a pele e piorar a inflamação. Sabonetes de cores neutras, sem perfume e sem antibacterianos são mais indicados.
- Não esfregar a pele e utilizar roupa de algodão folgada: Deve-se evitar o uso de esponjas, toalhas ou outros utensílios durante o banho para friccionar a pele, pois acabam ressecando a superfície cutânea. Deve-se lembrar que o trauma pode produzir novas lesões de psoríase, bem como facilitar a penetração de microrganismos na pele. Deve-se utilizar roupas 100% de algodão, folgadas, para evitar a fricção com a pele. Elas devem ser lavadas com detergente suave, sem perfume.
- A exposição moderada ao sol é considerada benéfica.
- Hidratantes e protetor solar ajudam a prevenir novas lesões. Devem ser utilizados cremes hidratantes sem perfume em todo o corpo, logo após o banho e várias outras vezes ao dia.
- Evitar a automedicação ou o uso de remédios caseiros: Existem vários tratamentos disponíveis para psoríase e muitos deles precisam de acompanhamento médico, por isso, a automedicação deve ser evitada. Os remédios caseiros podem não ser seguros ou até interferir no tratamento prescrito pelo seu médico.
- Evitar o sobrepeso: O tipo de alimentação não interfere na evolução da psoríase, mas deve-se lembrar que esta doença pode estar associada a problemas como aumento nas taxas de glicose no sangue, aumento nos níveis de colesterol e triglicérides, que aumentam o risco de problemas cardíacos. Assim, deves-se adotar uma dieta rica em fibras e líquidos, evitando alimentos gordurosos, carnes vermelhas e alimentos ricos em carboidratos (macarrão, pão, farinha branca e açúcar).
- Drogas em geral, como o tabaco, o álcool, drogas injetáveis, betabloqueadores (anti-hipertensivos), antimaláricos e alguns anti-inflamatórios e certos analgésicos devem ser evitadas.
- O estresse,  na grande maioria dos pacientes, pode desencadear ou agravar a evolução da doença. Psicoterapia é frequentemente recomendada.
- Deve-se evitar variações climáticas bruscas e informar sempre sua doença e que remédios utiliza quando em consulta médica ou odontológica para que cuidados sejam tomados pelo profissional.

Vários tipos de alívios temporários estão disponíveis e sua eficácia varia dependendo do caso. A psoríase não tem um curso previsível, cada caso tem o seu próprio curso. É uma doença crônica, para toda a vida e o paciente deve aprender a conviver adequadamente com a doença, controlando-a de forma a levar sua vida normalmente.

## Tratamento

Esquema da escada de tratamento da psoríase

Embora não exista cura para a psoríase, existem muitas opções de tratamento. Em geral, os agentes tópicos são utilizados para doença ligeira, fototerapia para doença moderada e agentes sistémicos para doença grave.

### Agentes tópicos
Os compostos tópicos de corticosteroides são os agentes mais eficazes quando utilizados continuamente durante 8 semanas; retinoides e alcatrão de hulha demonstraram ter um benefício limitado e podem não ser melhores do que placebo. Foi observado um maior benefício com corticosteroides muito potentes em comparação com corticosteroides potentes.
Os análogos da vitamina D, como o paricalcitol, são superiores ao placebo. A terapêutica combinada com vitamina D e um corticosteroide foi superior a qualquer um dos tratamentos isoladamente, e a vitamina D foi considerada superior ao alcatrão de hulha na psoríase crónica em placas.
Para a psoríase do couro cabeludo, uma revisão de 2016 descreveu a terapia dupla (análogos da vitamina D e corticosteroides tópicos) ou a monoterapia com corticosteroides como mais eficazes e seguras do que apenas os análogos tópicos da vitamina D. Devido aos seus perfis de segurança semelhantes e ao benefício mínimo da terapia dupla em relação à monoterapia, a monoterapia com corticosteroides parece ser um tratamento aceitável para o tratamento de curta duração.
Os cremes hidratantes e emolientes, como o óleo mineral, o petróleo, o calcipotriol e o decubal (um emoliente de óleo em água) aumentam a eliminação das placas psoriáticas. Alguns emolientes demonstraram ser ainda mais eficazes na limpeza das placas psoriáticas quando combinados com fototerapia. No entanto, certos emolientes não têm impacto na limpeza das placas de psoríase ou podem mesmo diminuir o efeito da fototerapia, como o emoliente ácido salicílico, que tem uma estrutura semelhante ao ácido 4-aminobenzóico (PABA) e é muito comum em protetores solares e é conhecido por interferir com a fototerapia na psoríase. O óleo de coco, quando utilizado como emoliente na psoríase, diminui a remoção da placa bacteriana com a fototerapia. Os cremes e pomadas medicamentosos aplicados diretamente nas placas psoriáticas podem ajudar a reduzir a inflamação, remover as escamas acumuladas, reduzir a renovação da pele e remover as placas da pele afetada. As pomadas que contêm alcatrão de hulha, ditranol, corticosteroides (como a desoximetasona), fluocinonida, análogos da vitamina D3 (como o calcipotriol) e retinoides são utilizados rotineiramente. A utilização da unidade de ponta do dedo pode ser um guia útil para a quantidade de creme tópico a utilizar.
Os análogos da vitamina D podem ser úteis com os esteróides, mas por si só apresentam uma elevada taxa de efeitos secundários. Em combinação, podem permitir o uso de menos esteróides.
Outra forma terapêutica tópica para o tratamento da psoríase é uma forma de balneoterapia, que envolve banhos diários no Mar Morto. Geralmente, isto é feito durante quatro semanas, sendo o benefício também atribuído à exposição solar, e especificamente à luz ultravioleta. Isto é altamente rentável e tem sido promovido como uma forma eficaz de tratar a psoríase sem medicação. Foram frequentemente observadas reduções nas pontuações PASI de mais de 75% e remissão com duração de vários meses. Os efeitos secundários podem ser ligeiros, como foliculite, queimadura solar, poiquilodermia pruriginosos e um risco teórico de cancro de pele não melanoma. No entanto, estudos mais recentes determinaram que não parece aumentar o risco de melanoma a longo prazo. Os dados são inconclusivos em relação ao cancro de pele não melanoma, mas apoiam a ideia de que a terapia está associada a um risco aumentado de formas danos benignos da pele induzidos pelo sol, como a elastose actínica ou os lentigos solares. A balneoterapia no Mar Morto é também eficaz para a artrite psoriática.

### Fototerapia ultravioleta
A fototerapia sob a forma de luz solar é utilizada há muito tempo para tratar a psoríase. A luz ultravioleta com comprimento de onda de 311 a 313 nanómetros é a mais eficaz, tendo sido desenvolvidas lâmpadas especiais para esta aplicação. O tempo de exposição deve ser controlado para evitar danos na pele e queimaduras. As lâmpadas ultravioleta devem ter um temporizador que as desligue quando o tempo ideal tiver passado. A quantidade de luz utilizada é determinada pelo tipo de pele da pessoa. O aumento das taxas de cancro com o tratamento parece ser pequeno. Fototerapia UVB de banda estreita (NB-UVB) demonstrou ser tão eficaz como a fototerapia com psoraleno e ultravioleta A (PUVA). Uma meta-análise de 2013 não encontrou nenhuma diferença entre o NB-UVB e o PUVA no tratamento da psoríase, mas o NB-UVB é geralmente mais conveniente.
Um dos principais problemas da fototerapia clínica é a dificuldade que muitos pacientes têm em aceder a uma instalação. As instalações de bronzeamento artificial são agora quase omnipresentes e podem ser consideradas um meio para os pacientes se exporem aos raios UV quando a fototerapia não está disponível com um dermatologista. Muitas pessoas já utilizam o bronzeamento artificial como tratamento para a psoríase; uma instalação interna relatou que 50% dos seus clientes estavam a utilizar a instalação para o tratamento da psoríase, enquanto outra relatou uma percentagem de 36%. No entanto, existe preocupação com a utilização de solários comerciais porque as câmaras que emitem principalmente UVA podem não tratar a psoríase de forma eficaz. Um estudo demonstrou que a psoríase em placas responde a doses eritematosas de UVA ou UVB, uma vez que a exposição a qualquer um deles pode fazer com que as placas psoriáticas se dissipem. É necessária mais energia para atingir a dose eritematosa com UVA.
Todas as terapias com luz UV apresentam riscos; as câmaras de bronzeamento artificial não são exceção, principalmente devido à associação entre a luz UV e um risco acrescido de cancro de pele. Existem riscos aumentados de melanoma, carcinoma espinocelular e carcinoma basocelular; os doentes mais jovens com psoríase, especialmente aqueles com menos de 35 anos, apresentam um risco aumentado de melanoma devido ao tratamento com luz UV. A Organização Mundial de Saúde classificou as câmaras de bronzeamento artificial como cancerígenas. Uma revisão de estudos recomenda que as pessoas suscetíveis ao cancro de pele tenham cuidado ao utilizar a terapia com luz UV como tratamento.
Um dos principais mecanismos da NBUVB é a indução de danos no ADN sob a forma de dímeros de pirimidina. Este tipo de fototerapia é útil no tratamento da psoríase porque a formação destes dímeros interfere com o ciclo celular e interrompe-o. A interrupção do ciclo celular induzida pela NBUVB opõe-se à divisão rápida característica das células da pele observada na psoríase. A atividade de muitos tipos de células imunitárias encontradas na pele é também efetivamente suprimida pelos tratamentos de fototerapia com NBUVB. O efeito secundário a curto prazo mais comum desta forma de fototerapia é a vermelhidão da pele; os efeitos secundários menos comuns da fototerapia com NBUVB são comichão e feridas na pele tratada, irritação ocular sob a forma de conjuntivite ou inflamação da córnea ou herpes devido à ativação do vírus herpes simples na pele em redor dos lábios. A proteção ocular é comum durante os tratamentos de fototerapia.
A fototerapia com psoraleno e ultravioleta A (PUVA) combina a administração oral ou tópica de psoraleno com a exposição à luz ultravioleta A (UVA). O mecanismo de ação da PUVA é desconhecido, mas provavelmente envolve a ativação do psoraleno pela luz UVA, que inibe a produção anormalmente rápida de células na pele psoriática. Existem múltiplos mecanismos de ação associados à PUVA, incluindo efeitos no sistema imunitário da pele. A PUVA está associada a náuseas, dor de cabeça, fadiga, prurido e comichão. O tratamento a longo prazo está associado ao carcinoma espinocelular (mas não ao melanoma maligno). A terapêutica combinada para a psoríase moderada a grave utilizando PUVA mais acitretina demonstrou benefícios, mas o uso de acitretina está associado a doenças congénitas e danos hepáticos.

### Agentes sistémicos

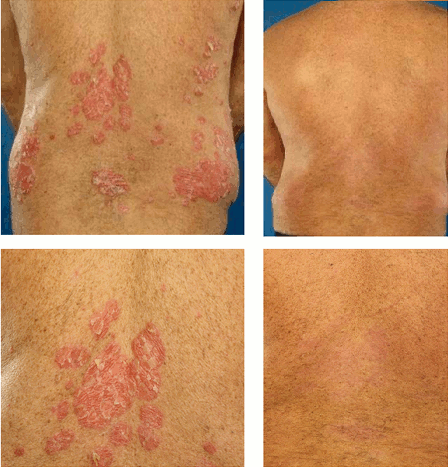
Fotografia de um doente com psoríase (e artrite psoriática) no início do estudo e 8 semanas após o início da terapêutica com infliximab.

A psoríase resistente a tratamentos com tópicos e fototerapia pode ser tratada com terapêuticas sistémicas, incluindo medicamentos ou injecções. As pessoas em tratamento sistémico devem realizar exames ao sangue e testes de função hepática para verificar a toxicidade dos medicamentos. Gravidez deve ser evitada durante a maioria destes tratamentos. A maioria das pessoas apresenta recorrência da psoríase após a interrupção do tratamento sistémico.
Os tratamentos sistémicos não biológicos frequentemente utilizados para a psoríase incluem metotrexato, ciclosporina, hidroxicarbamida, ácidos fumáricos, como fumarato de dimetilo, e retinoides. O metotrexato e a ciclosporina são medicamentos que suprimem o sistema imunitário; Os retinoides são formas sintéticas de vitamina A. Estes agentes são também considerados tratamentos de primeira linha para a eritrodermia psoriática.  Os corticosteroides orais não devem ser utilizados, pois podem causar uma exacerbação da psoríase após a descontinuação.
Os agentes biológicos são proteínas fabricadas que interrompem o processo imunitário envolvido na psoríase. Ao contrário das terapêuticas medicamentosas imunossupressoras gerais, como o metotrexato, os biológicos têm como alvo aspetos específicos do sistema imunitário que contribuem para a psoríase. Estes medicamentos são geralmente bem tolerados, e dados limitados de resultados a longo prazo demonstraram que os biológicos são seguros para utilização a longo prazo na psoríase em placas moderada a grave. No entanto, devido às suas ações imunossupressoras, os biológicos têm sido associados a um pequeno aumento do risco de infeção.
As guidelines oficiais consideram os biológicos como tratamentos de terceira linha para a psoríase em placas após uma resposta inadequada ao tratamento tópico, à fototerapia e aos tratamentos sistémicos não biológicos. A segurança dos produtos biológicos durante a gravidez não foi avaliada. As diretrizes europeias recomendam evitar produtos biológicos se pretende engravidar; as terapêuticas anti-TNF, como o infliximab, não são recomendadas para portadores crónicos do vírus da hepatite B ou indivíduos afetados pelo VIH.
Vários anticorpos monoclonais atacam as citocinas, as moléculas que as células utilizam para enviar sinais inflamatórios umas às outras. O fator de necrose tumoral alfa é uma das principais citocinas inflamatórias que o executam. Quatro anticorpos monoclonais (MAbs) (infliximab, adalimumab, golimumab e certolizumab pegol) e um receptor TNF-α recombinante reivindicador, etanercept, foram desenvolvidos para bloquear os sinais de TNF-α. Além disso, foram desenvolvidos anticorpos monoclonais, como o ixequizumab, contra as citoquinas proinflamatórias e inibem a via inflamatória num ponto diferente dos anticorpos anti-TNF-α. A IL-12 e a IL-23 partilham um domínio comum, p40, que é o alvo do ustecinumab da Food and Drug Administration. Em 2017, a FDA dos EUA aprovou o guselkumab para a psoríase em placas. Poucos estudos foram realizados sobre a eficácia dos medicamentos anti-TNF para a psoríase em crianças. Um ensaio clínico randomizado sugeriu que 12 semanas de tratamento com etanercepte reduziram a extensão da psoríase em crianças sem efeitos adversos duradouros.
Dois medicamentos que têm como alvo as células T são o efalizumab e o alefacepte. O efalizumab é um anticorpo monoclonal que tem como alvo específico a subunidade CD11a do antigénio 1 associado à função linfocitária. Bloqueia também a adesão das células endoteliais que revestem os vasos sanguíneos e atraem as células T. O efalizumab foi retirado voluntariamente do mercado europeu em fevereiro de 2009 e do mercado americano em junho de 2009 devido à associação do medicamento com casos de leucoencefalopatia multifocal progressiva. O alefacepte também bloqueia moléculas que as células dendríticas utilizam para comunicar com as células T e até faz com que as células assassinas naturais eliminem as células T como forma de controlar a inflamação. O apremilast também pode ser utilizado para este fim.
As pessoas com psoríase podem desenvolver anticorpos neutralizantes contra anticorpos monoclonais. A neutralização ocorre quando um anticorpo antifármaco impede que um anticorpo monoclonal, como o infliximab, se ligue ao antigénio num teste laboratorial. Especificamente, a neutralização ocorre quando o anticorpo antifármaco se liga ao sítio de ligação do antigénio infliximab no lugar do TNF-α. Quando o infliximab já não se liga ao fator de necrose tumoral alfa, deixa de reduzir a inflamação, e a psoríase pode agravar-se. Não foram notificados anticorpos neutralizantes contra o etanercepte, um medicamento biológico que é uma proteína de fusão composta por dois recetores de TNF-α. A ausência de anticorpos neutralizantes para o etanercept é provavelmente secundária à presença inata do receptor do TNF-α e ao desenvolvimento de tolerância imunológica.
Uma meta-análise de 2017 descobriu que o ixecizumab, o secucinumab, o brodalumab, o guselkumab, o certolizumab e o ustecinumab foram os biológicos mais eficazes para tratar a psoríase. Em geral, os biológicos anti-IL17, anti-IL12/23, anti-IL23 e anti-TNF alfa são considerados mais eficazes do que os tratamentos sistémicos tradicionais. As vias imunológicas da psoríase envolvem os linfócitos TH-9, TH-22, TH-17 e TH-1, e os produtos biológicos acima referidos prejudicam diferentes aspetos destas vias.
Outro tratamento possível para a psoríase moderada a grave é o ácido fumárico, que pode ser tão eficaz como o metotrexato.

## Prognóstico
A psoríase exige acompanhamento médico por toda a vida, com períodos frequentes de desaparecimento, reaparecimentos e agravamento dos sintomas. Felizmente o tratamento costuma ser bastante eficiente e existe um grande número de opções terapêuticas.
Importante o enfrentamento diante de uma doença crônica e experiências nos Estados Unidos e Europa mostram validade dos grupos de apoio ao portador de psoríase, que permite o ambiente adequado à discussões do impacto na qualidade de vida e maior adesão aos tratamentos médicos e cuidados gerais.
Em 2010, um estudo mostrou que 97% dos pacientes melhoraram com psoralen e ultravioleta A (tratamento conhecido como PUVA).
Pesquisas com lasers e terapia fotodinâmica estão sendo feitas para tratamento de lesões em placas.
Há relatos de pacientes que passaram décadas sem nenhum sintoma.
Importante o entendimento que ao ficar sem lesões cutânea da psoríase e sem sinais e sintomas de artrite da psoríase, diminuiu as complicações da psoríase (comorbidades) que podem levar a um aumento do risco cardiovascular.

## Epidemiologia

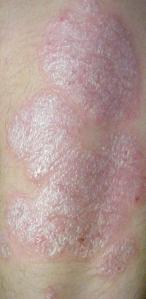
Em um estudo 55% eram brancos, 30% pardos e 15% negros.

Homens e mulheres são atingidos na mesma proporção, estimada em cerca de 1 a 2% no Brasil, sendo mais comum antes dos 30 e após os 45 anos, podendo, no entanto, surgir em qualquer fase da vida e com grande frequência em pessoas da pele branca, sendo incomum em asiáticos (0,3%) e rara em negros, índios e esquimós. Em nórdicos a prevalência é de 5%.
A faixa etária mais afetada é entre 50 e 60 anos, mas cerca de 70% desenvolvem antes dos 45 anos. Em um estudo com 5600 americanos, 10% tiveram sintomas antes dos 10 anos, 35% antes dos 20 anos e 58% antes dos 30 anos. O aparecimento precoce está associado com fatores ambientais desfavoráveis como o tempo frio e seco e com a predisposição genética.
Foram identificados significativo abalo psicológico em 90% dos pacientes e um aumento preocupante na ideação suicida.

## Sociedade e cultura
Pesquisas mostram que, durante uma crise da psoríase, as pessoas normalmente se sentem angustiadas. Às vezes, até mesmo sem perceber, evitam várias atividades, tais como ir à academia ou à piscina, praticar sexo, vestir roupas que mostram a pele ou comparecer a eventos sociais. Além disso, algumas pessoas com psoríase dizem que se sentem envergonhadas, angustiadas, deprimidas ou constrangidas por sua condição, e essas sensações podem fazer a vida parecer mais difícil. Em outras palavras, a psoríase pode ter um impacto significativo em sua qualidade de vida e na forma como você se sente. "

## Comorbidades
A psoríase está correlacionada com agravamento de depressão maior, transtornos de ansiedade, diabetes, hipertensão arterial, obesidade e problemas urinários.
Há alguns anos estudos científicos confirmaram que a inflamação crônica da pele e das articulações da psoríase alteram o metabolismo do organismo aumentando níveis de colesterol, triglicérides, da resistência a insulina e isso tudo pode provocar consequências a longo prazo como a hipertensão arterial, diabetes e obesidade mórbida.

### HIV
Em soropositivos, a resposta do organismo de aumento do linfócitos T CD8, triplica os riscos de desenvolver a psoríase e dificulta o tratamento com imunossupressores ou medicamentos que causam reações cruzadas. O tratamento com pomadas de coaltar, ácido salicílico, triancinolona ou seus equivalentes pode ser efetivo, principalmente associado à terapia antirretroviral, como os autores observaram no paciente. Etretinato seguido de PUVA tem sido indicado como a mais efetiva terapia sistêmica, com raros efeitos adversos. O etretinato pode ter como efeitos colaterais cefaleia (dor de cabeça) e alterações de enzimas hepáticas. Não é recomendado tratamento com ultravioleta.

### Diabetes
Os adipócitos de pessoas com psoríase costumam apresentar o comportamento anômalo de produzirem citocinas, moléculas inflamatórias. Estas citocinas, por sua vez, promovem a destruição das células beta produtoras de insulina no pâncreas e aumentam a resistência à insulina no fígado. Ambas as consequências favorecem o desenvolvimento do diabetes. Estudo de 2012 da Universidade da Califórnia concluiu que pessoas com psoríase em grau severo têm duas vezes mais chances de desenvolver diabetes no futuro em comparação ao restante da população.